# X 게임스
X 게임스(X Games)는 ESPN이 설립한 일련의 액션 스포츠 이벤트이다. 2022년 말 ESPN은 장기 운영 자산을 잠 나자피와 제프 무라드가 공동 설립한 사모펀드 회사인 MSP 스포츠 캐피털에 매각했다. 2024년 초 기준 MSP 스포츠 캐피털은 4개의 주요 X 게임스 이벤트와 기타 관련 활성화를 감독했다.
X 게임스는 전 세계에서 개최되었으며 일반적으로 스케이트보드, BMX, 프리스타일 모터크로스, 스키, 스노보드와 같은 스포츠를 포함한다. 참가자들은 상금 외에도 동메달, 은메달, 금메달을 놓고 경쟁한다. X 게임스 이벤트에서는 라이브 음악 공연, 선수 사인회, 가족 친화적인 대화형 전시회 등 음악 및 문화 요소도 선보이다. X 게임스 캘리포니아 2023은 10년 동안 이 지역을 떠난 후 남부 캘리포니아에 해당 부지를 반환했다. 2024년 4월 3일, X 게임스는 2024년 여름 에디션이 다시 캘리포니아에서 열릴 것이며 제목은 X 게임스 벤투라라고 발표했다.